# Kasa.cz
KASA.cz je jedním z internetových obchodů patřících do skupiny nákupních portálů, jejichž provozovatelem je[zdroj?] společnost HP TRONIC Zlín, spol. s r.o. Počátky vzniku maloobchodu sahají do roku 1999; právní postavení nabyl o čtyři roky později. V průběhu svého obchodního rozmachu, kdy v každoročním průzkumu společnosti Deloitte byla KASA.cz vyhodnocena za druhou nejrychleji rostoucí technologickou firmu v České republice (2008), měla obchodní zastoupení ve třech sousedních zemích (kromě Rakouska) a v Maďarsku. V roce 2010 došlo k zastavení provozu německého a maďarského portálu a prodeji společnosti skupině Internet Retail. Jako samostatný právní subjekt působí KASA.cz v současnosti v Česku, na Slovensku a v Polsku, od roku 2013 je jejím vlastníkem skupina HP TRONIC Zlín, spol. s r.o.

## Historie

### 1999-2002: Počátky vzniku
Zakladateli sítě elektronických obchodů KASA.cz jsou Martin a Petr Kasové, kteří v roce 1999 (oba během studia na ČVUT v Praze) zprovozní společnou internetovou kavárnu v pražských Kobylisích. Počáteční myšlenka bratrů kalkulovala s vedlejším prodejem datových nosičů přes internet. Později se však zejména mladší z nich [Martin] věnuje výhradně e-shopu, ve druhém ročníku přerušuje vysokou školu a otevírá řádnou prodejnu. Sortiment maloobchodu postupně rozšiřuje o další spotřební zboží.

### 2003-2007: KASA.cz s.r.o.
| „                                                      | Do roku 2006 jsem ve firmě měl plat 10 000 Kč měsíčně a bydlel u rodičů. | “ |
| — Martin Kasa, setkání NetClubu v březnu 2010, Lupa.cz |                                                                          |   |

23. dubna 2003 nabývá KASA.cz právní formu společnosti s ručením omezeným. Jejím oficiálním provozovatelem se stává EUROCOMM Group s.r.o. a spolujednatelem skupiny Kasův o rok starší vrstevník Tomáš Richter. Současně je zahájena expanze firmy na zahraniční trh. V listopadu spustí sesterský portál (pod doménou HEJ.sk ) na Slovensku. Na ploše 1.300 m2 získává v roce 2004 logistické zázemí v podobě vlastního skladového centra v Kutné Hoře. V snaze dosáhnout brzkého ročního obratu převyšující jednu miliardu korun své aktivity brzy rozrůstá o nové virtuální projekty. V roce 2005 uvede do provozu eshop v Polsku (EUKASA.pl ) a díky vysoké nezaměstnanosti německého regionu, kde využije investiční pobídky tamních úřadů, také eshop v Sasku (EUKASA.de ). Jehož prostřednictvím bude po dobu pěti let navíc profitovat i z prodeje v sousedním Rakousku. V roce 2007 vykazuje KASA.cz zvýšení tržeb o 77 procent na 1,28 miliardy korun a je (po Mall.cz) vyhodnocena za druhou nejúspěšnější v online prodejích na českém internetu.

### 2008-2013: Holding KASA.cz a Obchodni-dum.cz
V únoru 2008 vstupuje do společnosti slovenský investor Arca Capital Bohemia, a.s. s cílem financovat její další expanzi (LOGIK.hu ) do Maďarska. Dodatečně mění strategii a pod značkou Holding KASA.cz a Obchodni-dum.cz vytváří společný koncern s akciovou společností Obchodní dům.cz (s ročním obratem 2,20 miliardy za rok 2008). V každoročním průzkumu technologických firem ve střední Evropě Deloitte Technology Fast 50 Central Europe auditní společnosti Deloitte se KASA.cz umísťuje na 11. místě, respektive jako druhá nejrychleji rostoucí firma v ČR. V roce 2009 Martin Kasa prodává svůj obchodní podíl ve společnosti strategickému investorovi a odchází z exekutivního vedení. Ve stejném roce došlo ke spuštění zákaznického systému, který umožnil učinit aktivní zásahy do průběhu vyřízení objednávky a také možnost online přístupu k dokladům. V roce 2010 dochází ke sjednocení všech obchodů Holdingu Kasa.cz a Obchodni-dům.cz pod společnost Internet Retail a.s.
V roce 2013 se stává 100% akcionářem společnosti Internet Retail a.s. zlínská skupina HP TRONIC Zlín, spol. s r.o. Tato česká společnost zaujímá čelní příčky na českém trhu spotřební elektroniky.

## Ocenění
- Česká kvalita
- 2009 - ShopRoku v kategorii Cena kvality – Obchodní domy.[pozn. 7][17]
- 2010 - APEK - Certifikovaný obchod a Certifikát kvality (s výsledkem 88%; platnost certifikátu do 10.05.2012)[18]
- 2011 - Vítěz v anketě ShopRoku v kategorii Cena kvality - Obchodní domy
- 2011 - Finalista v anketě ShopRoku v kategorii Cena popularity - Obchodní domy
- 2012 - Finalista v anketě ShopRoku v kategorii Cena popularity - Obchodní domy
- 2012 - Finalista v anketě ShopRoku v kategorii Cena kvality - Obchodní domy
- 2013 - Finalista v anketě ShopRoku v kategorii Cena kvality - Obchodní domy

## Kritika
V roce 2009 někdejší student Filozofické fakulty Masarykovy univerzity v Brně Petr Zárybnický zkoumal nové trendy v oblasti internetového nakupování. V praktické části své diplomové práce pak srovnával vybrané typy jak českých, tak i zahraničních webů. Mezi těmito byli internetová tržiště Fler a Etsy, aukční servery Aukro a eBay a obchodní centra KASA.cz a Amazon.com. Při výběru zvolil obchody, které si dle jeho názoru byli nejvíce podobné. Na základě své studie uvedl v závěru následující shrnutí: "Největší rozdíly v poskytovaných službách pak byly patrné mezi Kasou a Amazonem. Amazon oproti Kase nabízí mnohem více možností pro interakci mezi uživateli, např. diskuze ke zboží, wish listy, gift listy, propojení se sociálními sítěmi apod. Kasa v této oblasti nabízí jen možnost recenzovat zakoupené zboží. Komunitní funkce webů jsou dnes uživateli hojně využívány, a lze tak předpokládat, že je Aukro i Kasa na svých webech časem také zpřístupní."

## Charitativní činnost
Od roku 2005 přispívá KASA.cz na společný projekt České televize a Nadace rozvoje občanské společnosti - Pomozte dětem! Z každé online objednávky tak na sbírkové konto přibude částka ve výši 3 korun.

## KASA.cz v České republice
- KASAHOUSE - Praha 9, Černý Most
- KASAHOUSE - Praha, Průhonice/Čestlice
- KASAHOUSE - Brno
- KASAHOUSE - Ostrava